# Regimiento de Seguridad Presidencial

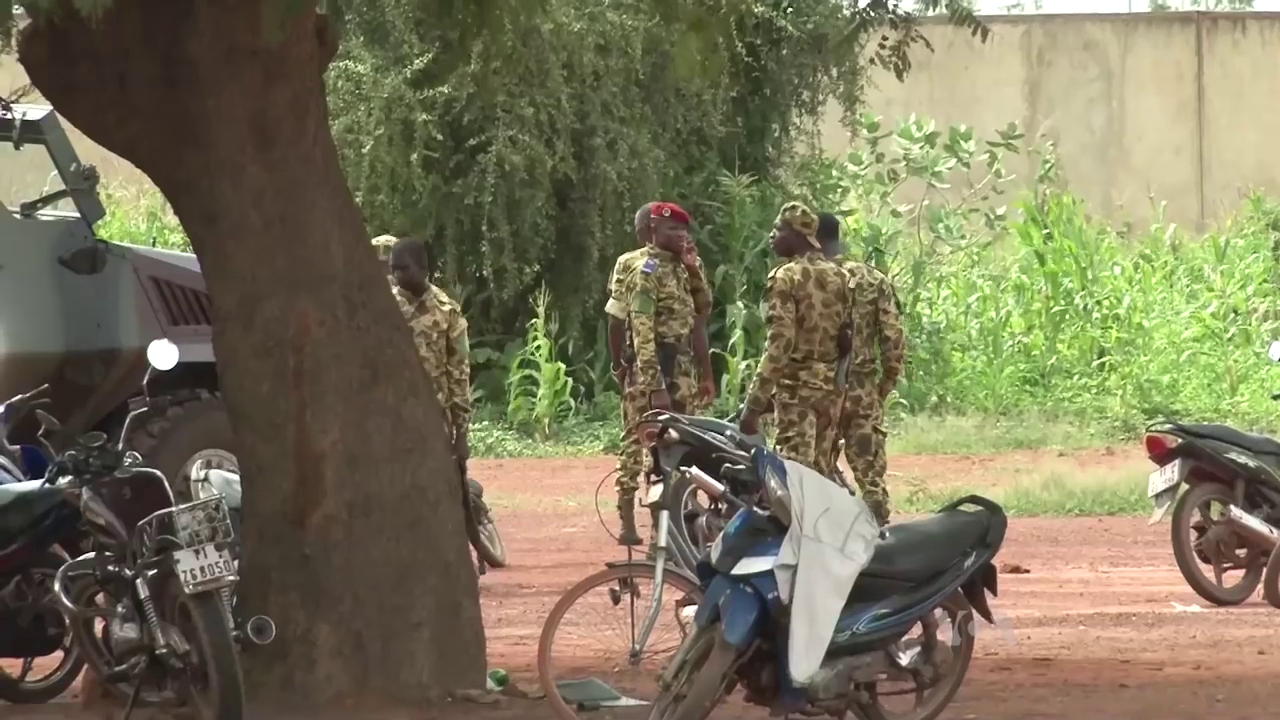
Soldados de R.S.P. en Uagadugú durante el golpe de estado de Burkina Faso de 2015.

El Regimiento de Seguridad Presidencial R.S.P. (en francés: Régiment de Sécurité présidentielle) fue una unidad militar de elite de las Fuerzas Armadas de Burkina Faso, encargado de la seguridad y protección de las instituciones republicanas, al Presidente y cualquier otra persona designada por el mandatario de la referida nación. Fue disuelta el 25 de septiembre de 2015 debido a su participación en un intento de Golpe de Estado.

## Historia
Después de su llegada al poder en un golpe de Estado particularmente violento el 15 de octubre de 1987 que conduce al asesinato del capitán Thomas Sankara y varios de sus colaboradores y simpatizantes, el nuevo Presidente de Burkina Faso, el capitán Blaise Compaoré buscando consolidar su poder por la fuerza o por el terror crea el Regimiento de Seguridad Presidencial (R.S.P.) mediante un decreto el día 21 de noviembre de 1995. El R.S.P. es entonces constituido por Gilbert Diendéré alrededor del Destacamento Militar Ouagnalis, Primer Batallón del Centro Nacional de Comando de Entrenamiento.
El R.S.P estaba bajo la responsabilidad directa del Jefe del Gabinete y Presidente de la República de Burkina Faso, y por tanto fuera del control de otros líderes militares. Sin embargo, gozaba con armas importantes y unido al entrenamiento especial, hace que sea la unidad más temida del Ejército de Burkina Faso.
Por otra parte, para mantener el equilibrio de fuerzas a su favor, Blaise Compaoré no duda en socavar los otros regimientos del ejército regular burkinés. Regimientos de elite como el Regimiento 25 de comandos de paracaidistas se mantiene con muy escaso personal y sus efectivos se reducen significativamente para no interferir con el R.S.P.. Por esta razón, la guarnición militar Uagadugú se ve vacía de tropas de combates para dejar solo unidades de apoyo militar (Ingeniería Militar, administración, salud, etc.) .

## Organización
El R.S.P. se compone de tres grupos de militares con una planilla total de alrededor de 1.200 soldados. 
- Grupos de Unidades de Intervención GUI (formados por tres compañías de Intervención )
- Grupos de Comando y Servicio GCS (formado por una compañía de servicios y asistencia militar)
- Grupo de Unidades Especiales (formado por el Grupo de Intervención de Anti Terrorista, Un Grupo de Seguridad cercana y un Grupo de Investigación y neutralizacion de explosivos. RINEX)

El R.S.P. absorbe gran parte del presupuesto para el ejército de Burkina Faso. Esta unidad militar solo está presente en la capital del país Uagadugú en dos campamentos militares: la base de la junta directiva del ejército y el campamento Naaba Koom II, que se encuentra en la parte trasera del Palacio Presidencial.

## Controversia
El RSP se ha formado como Guardia Pretoriana al servicio de un solo hombre, el presidente de la época Blaise Compaoré. Sus miembros son señalados por cometer varios delitos políticos como torturas, homicidios y asesinatos selectivos en Burkina Faso. También se incluye crímenes cometidos cuando era el Primer Batallón del Centro Nacional de Comando de Entrenamiento antencesor del RSP entre 1987 a 1995.
1. El asesinato de David Ouedraogo
2. El asesinato del periodista investigativo Norbert Zongo y otras tres personas[2]
3. La participación en la Guerra Civiles de Sierra Leona y Liberia en la bando de Charles Taylor
4. El asesinato de Bernadette Tiendrebeago[3]
5. Durante una rebelión de 2011, obligaron al presidente de la época a retirarse a un lugar desconocido, realizaron saqueos y acciones extrajudiciales contra la población civil[4]
6. Asimismo durante la revuelta de 2011, elementos del RSP son enviados a sofocar un levantamiento en otra ciudad del país Bobo Dioulasso, donde murieron varias personas ( 7 según las autoridades y decenas los medios de comunicación social)[5][6]
7. Durante el levantamiento popular del mes de octubre de 2014, varias personas fueron heridas desde la casa del hermano del presidente del país y camino al palacio presidencial. Aprovechando esta insurrección un oficial del Regimiento Isaac Zida da un golpe de Estado y depone al presidente y se forma un gobierno de transición.
8. El 30 de diciembre de 2014, miembros del RSP piden la no disolución de su unidad y protestar contra la asignación oficial del regimiento a otras tareas en el ejército regular e impidió la celebración del consejo de ministros. Presentó un pliego de 13 puntos.
9. El RSP participa en el intento de Golpe de Estado en Burkina Faso de 2015 donde el General Gilbert Diendéré gobernó el país durante seis días pero gracias a al presión internacional y la entrada de tres regimientos a la capital Uagadugú abortan el golpe y las autoridades de la transición son restituidas.

## Disolución
El día 25 de septiembre de 2015, el gobierno interino de Burkina Faso ordenó mediante decreto la disolución del Regimiento después del fallido golpe de Estado.